# Ben Broster

a Compétitions nationales et continentales officielles uniquement.

b Matchs officiels uniquement.
Dernière mise à jour le 28 juin 2017.
Benedict Graham John Broster dit Ben Broster, né le 7 mai 1982, est un ancien joueur gallois de rugby à XV qui jouait au poste de pilier. Durant sa carrière professionnelle, il a joué en championnat d'Angleterre, en Top 14 et en Pro D2. Il prend sa retraite sportive à l'issue de la saison 2016-2017.

## Statistiques en équipe nationale
(mise à jour au 12 octobre 2013)
- 2 sélections
- 5 points (1 essai)
- Sélections par année : 2 en 2005